# 八大第一台
八大第一台（又稱：GTV第一台），為八大電視旗下的綜合娛樂頻道。

## 沿革
- 1997年，八大國際傳播經營「GTV27」，此即「八大綜藝台」前身。
- 2002年4月24日，八大綜藝台全面改版並更名為「八大第一台」（當時頻道標記為「GTV第1台」）。
- 2014年10月27日，啟用高畫質版本「八大第一台HD」。

## 主播
| 現任   | 現任   | 現任   | 現任   | 現任   |
| ------ | ------ | ------ | ------ | ------ |
| 石怡潔 | 何品儀 | 王韻婷 |        |        |
| 前任   |        |        |        |        |
| 陳瑩   | 李四端 | 林傑煥 | 常聖傳 | 姚崑崙 |
| 黃明明 | 黃筱純 | 李娜亞 | 張雅齡 | 馬雨沛 |
| 達怡安 | 黃琪璐 | 陳婉茜 | 許淳茗 | 沈春華 |
|        | 麥玉潔 | 陳靜宜 | 劉又嘉 | 林佩潔 |
| 何織羽 |        | 張雅琁 | 馬湘瑩 | 簡雅婷 |
| 徐敏華 | 宋芷寧 |        |        |        |

## 外部連結
- 八大第一台（页面存档备份，存于）（繁體中文）